# Irvine Welsh
Irvine Welsh (Leith, Edinburgh, Škotska, 27. rujna 1958.) je suvremeni škotski dramski pisac.
Najpoznatija drama mu je Trainspotting po kojoj je snimljen istoimeni film 1996. godine.
Godine 2021. njegova knjiga Crime postala je TV serija u 6 epizoda.

## Djela
- "Trainspotting", Katarina Zrinski, Varaždin; Lora, Koprivnica, 1996. ISBN 953-96264-6-3
- "Porno", V.B.Z., Zagreb, 2002. ISBN 953-201-225-7
- "Smeće" (Filth), SysPrint, Zagreb, 2004. ISBN 953-232-035-0